# Montgailhard
Montgailhard (do 2021 roku: Montgaillard) – miejscowość i gmina we Francji, w regionie Oksytania, w departamencie Ariège.
Według danych na rok 2010 gminę zamieszkiwały 1409 osób, a gęstość zaludnienia wynosiła 177 osób/km².